# Кріс Восс
Кріс Восс  (англ. Chris Voss)  — американський бізнесмен, письменник, професор, 24-річний ветеран ФБР та один з видатних практиків з ведення переговорів у світі. Також відомий як засновник і керівник «The Black Swan Group [Архівовано 24 квітня 2019 у Wayback Machine.]», консалтингової фірми, яка проводить навчання та консультує компанії зі списку Fortune 500 під час складних переговорів.

## Освіта
Восс закінчив Школу державного управління ім. Кеннеді при Гарварді (англ. Harvard University's Kennedy School of Government) та отримав науковий ступінь магістра з державного управління.

## Викладацька діяльність
Кріс викладав у багатьох бізнес-школах, в тому числі — Школі бізнесу ім. Маршалла при Університеті Південної Каліфорнії, в Школі бізнесу Макдоно при Джорджтаунському університеті, в Гарвардському університеті, в Школі менеджменту Слоана при Массачусетському технологічному інституті, а також в Школі управління Келлогг при Північно-Західному університеті.
У 2016 році Восс став співавтором книги «Never Split the Difference: Negotiating As If Your Life Depended On It» (укр. «Ніколи не йдіть на компроміс. Техніка ефективних переговорів»). В Україні книгу було перекладено та опубліковано видавництвом «Наш Формат».

## Кар'єра
Кріс Восс був членом Об'єднаної антитерористичної групи (Joint Terrorist Task Force) Нью-Йорка з 1986 по 2000 рік. Після трирічного розслідування першого бомбардування Всесвітнього торгового центру (World Trade Center), він брав участь у моніторингу бомбардувальників TERRSTOP. Був агентом (англ. co-case agent) під час розслідування вибуху TWA рейсу 800 у 1996 році.
У 1992 році Восс пройшов підготовку в якості посередника в школі Федерального бюро розслідувань. 24 роки він пропрацював у Групі з ведення переговорів у ФБР, та з 2003 по 2007 рік був головним міжнародним переговірником ФБР з питань захоплення заручників і викрадення людей.
У 2006 році був провідним переговірником у справі Джил Керолл (Jill Caroll) в Іраку, а також у справі Стіва Сентанні (Steve Centanni) в секторі Газа (Gaza Strip). Восс також контролював деякі окремі випадки із заручниками на Філіппінах, в Колумбії та на Гаїті. Загалом успішно завершив понад 150 міжнародних операцій зі звільнення заручників.
У 2007 році Кріс звільнився з ФБР та заснував «The Black Swan Group [Архівовано 24 квітня 2019 у Wayback Machine.]». Пізніше — нагороджений Attorney General's Award за видатні досягнення в правоохоронній діяльності, а також FBI Agents Association Award за видатну і зразкову роботу.

## Переклад українською
- Кріс Восс. Ніколи не йдіть на компроміс. Техніка ефективних переговорів / Кріс Восс, Тал Рез / пер. Ірина Павленко. — К.: Наш Формат, 2019. — ISBN 978-617-7682-22-5.